# Ricardo Blázquez Pérez
Pour les articles homonymes, voir Ricardo Pérez, Pérez et Blázquez.
Ricardo Blázquez Pérez, né le 13 avril 1942 à Villanueva del Campillo dans la province d'Ávila, est un évêque espagnol, archevêque de Valladolid de 2010 à 2022, cardinal depuis février 2015.

## Biographie
Après ses études secondaires au petit séminaire d'Ávila de 1955 à 1960 et ses études en vue du sacerdoce au grand séminaire d'Ávila, entre 1960 et 1967, il est ordonné prêtre le 18 février 1967. Il obtient ensuite en 1972 un doctorat en théologie à l'université pontificale grégorienne de Rome.
De retour dans le diocèse d'Ávila, il y exerce la fonction de secrétaire de l'institut théologique d'Ávila. De 1974 à 1988 il est professeur à la faculté de théologie de l'université pontificale de Salamanque, et de 1978 à 1981 il est doyen de cette faculté. Il en sera également  chancelier de 2000 à 2005.

### Évêque
Le 8 avril 1988, il est nommé par Jean-Paul II évêque titulaire de Germa-en Galatie (de) et évêque auxiliaire de Saint-Jacques-de-Compostelle. Il est consacré le 29 mai suivant par Antonio María Rouco Varela archevêque de Saint-Jacques de Compostelle.
Le 26 mai 1992, il est nommé évêque de Palencia puis il est transféré à Bilbao le 8 septembre 1995. Benoît XVI le nomme le 13 mars 2010 archevêque de Valladolid.
Au sein de la conférence épiscopale espagnole (CEE) il est président des commissions épiscopales pour la doctrine de la foi (1993-2002) et pour les relations interreligieuses (2002-2005). Il est élu président de la conférence épiscopale en mars 2005 pour un mandat de trois ans. Il en est ensuite vice-président pendant deux mandats et est à nouveau désigné à la présidence le 12 mars 2014.
En 2010, le Saint-Siège le désigne pour conduire la visite apostolique du mouvement Regnum Christi dans le cadre de la procédure d'inspection et de restructuration des légionnaires du Christ, assisté en cela par un évêque, Brian Farrell, issu des Légionnaires et secrétaire du conseil pontifical pour la promotion de l'unité des chrétiens, et trois experts en droit canon, le jésuite Gianfranco Ghirlanda, le père du Sacré-Cœur Agostino Montan, et Mario Marchesi.
Il représente la conférence épiscopale espagnole pour la XIIIe assemblée générale ordinaire du synode des évêques en octobre 2012, et en qualité de président de la conférence, il participe à ce titre au synode des évêques sur les défis pastoraux de la famille dans le contexte de l'évangélisation en octobre 2014.

### Cardinal
Il est créé cardinal le 14 février 2015 par le pape François, en même temps que 19 autres prélats,. Il reçoit alors le titre de Santa Maria in Vallicella. Le 13 avril suivant, le pape François le nomme membre de la Congrégation pour la doctrine de la foi et membre du conseil pontifical pour la culture, et le 27 juin il est nommé  membre de la Congrégation pour les Églises orientales.
Il atteint la limite d'âge le 13 avril 2022, ce qui l'empêche de participer aux votes du prochain conclave.

## Succession apostolique
Ricardo Blázquez Pérez a ordonné les évêques suivants :
- Évêque Carmelo Echenagusía (de) (1995)
- Archevêque Mario Iceta (es) (2008)
- Évêque Miguel Olaortúa Laspra (es), O.S.A. (2011)
- Évêque Ángel Javier Pérez Pueyo (es) (2015)
- Archevêque Luis Argüello (es) (2016)
- Évêque José Luis Retana Gozalo (es) (2017)
- Archevêque José María Gil Tamayo (2018)
- Évêque Aurelio García Macías (es) (2021)
- Évêque Jesús Rico García (es) (2023)